# Inge Schell
Inge Schell (ur. 9 czerwca 1939 w Neubibergu) – niemiecka lekkoatletka, płotkarka. W czasie swojej kariery reprezentowała Republikę Federalną Niemiec.
Zajęła 3. miejsce w biegu na 80 metrów przez płotki i 6. miejsce w sztafecie 4 × 100 metrów w finale Pucharu Europy w 1965 w Kassel.
Zdobyła brązowy medal w biegu na 60 metrów przez płotki na europejskich igrzyskach halowych w 1966 w Dortmundzie, przegrywając jedynie z Iriną Press ze Związku Radzieckiego i Gundulą Diel z NRD. Na mistrzostwach Europy w 1966 w Budapeszcie zajęła 5. miejsce w biegu na 80 metrów przez płotki.
Ponownie zdobyła brązowy medal na europejskich igrzyskach halowych w 1967 w Pradze, tym razem na dystansie 50 metrów przez płotki, ulegając Karin Balzer z NRD i Vlascie Seifertovej z Czechosłowacji. Zajęła 3. miejsce w biegu na 80 metrów przez płotki w finale Pucharu Europy w 1967 w Kijowie. Zajęła 4. miejsce w biegu na 50 metrów przez płotki na europejskich igrzyskach halowych w 1968 w Madrycie. Odpadła w półfinale biegu na 80 metrów przez płotki na igrzyskach olimpijskich w 1968 w Meksyku.
Schell była mistrzynią RFN w biegu na 80 metrów przez płotki w 1964, 1965, 1967 i 1968 oraz wicemistrzynią na tym dystansie w 1963 i 1967. W hali była mistrzynią RFN w biegu na 50 lub 60 metrów przez płotki latach 1965–1969.
Trzykrotnie wyrównała rekord RFN w biegu na 80 metrów przez płotki czasem 10,6 s (dwukrotnie w  1965 i raz w 1968).